# Can Garbeller
Can Garbeller és una masia del municipi de Sant Esteve de Palautordera (Vallès Oriental) inclosa en l'Inventari del Patrimoni Arquitectònic de Catalunya.

## Descripció
Es tracta d'una masia orientada al sud, coberta a dues vessants, de planta baixa, pis i golfes. La porta és dovellada i té inscrita la data de 1820. Les finestres són de pedra d'arc pla (a la central se li afegí un balcó). A la paret oest hi ha un contrafort i dues finestres de pedra d'arc pla. A la paret est es troba la segona façana de la casa, amb el rellotge de sol, tres finestres de pedra d'arc pla i un portal dovellat. Hi ha edificis annexats a la casa.

## Història
Bernat Garbeller apareix en un document de 1417 com a veí de la parròquia. La masia és inscrita al fogatge de 1515. La data de 1820 que apareix a la façana principal evidencia les reformes que es van dur a terme a la casa. A la façana est s'observen moltes consolidacions i modificacions fetes amb totxo.